# Tempel van Minerva Chalcidica
De Tempel van Minerva Chalcidica was een tempel in het oude Rome, ter ere van Minerva, de godin van de wijsheid en de ambachtslieden.
Deze kleine tempel werd rond 60 v.Chr. gebouwd in opdracht van Pompeius Magnus en ging waarschijnlijk verloren in de grote brand van 80 n.Chr. die het Marsveld verwoestte. Domitianus liet de tempel daarna weer herbouwen. De Tempel van Minerva Chalcidica stond naast de Tempel van Isis, in de buurt van het Pantheon.
De naam van de tempel leeft voort in de basiliek Santa Maria sopra Minerva, gebouwd in de 8e eeuw. Destijds dacht men dat de basiliek over de restanten van de Tempel van Minerva Chalcidica werd gebouwd. In werkelijkheid stond de tempel ongeveer 200 meter ten westen van de huidige locatie van de kerk. Deze is gebouwd over de ruïne van de Saepta Julia. De restanten van de tempel zijn teruggevonden onder de Santa Marta kerk.